# Sam Amidon
Samuel Amidon, désigné par son nom de scène Sam Amidon, né le 3 juin 1981 aux États-Unis, est un auteur-compositeur-interprète et multi-instrumentiste. Il grandit dans la musique qu'il pratiqua dès son enfance, et commença à se produire professionnellement durant son adolescence. Plus tard, il se lança en solo avec un premier album autoproduit de fiddle, terme anglais à connotation populaire pour désigner le violon. Il poursuivit avec un album de chansons mêlant divers instruments. D'autres albums suivirent, certains salués par la critique, sur deux labels différents. Il donna également des concerts dans le monde et dans plusieurs festivals, lors de grandes tournées. Parallèlement à la musique, il développa d'autres projets comme un programme multimédia et un livre.

## Biographie
Né à Brattleboro dans l'État du Vermont, Samuel Tear Amidon grandit dans un milieu musical, avec pour parents les artistes folk Peter Amidon et Mary Alice Amidon. Ces derniers furent membres de la compagnie Bread and Puppet Theater, qui effectua une tournée à travers l'Europe et s'installa dans la ferme Bread and Puppet à Glover, dans le Vermont. Ils participèrent au disque Rivers of Delight with the Word of Mouth Chorus paru sur le label Nonesuch Records, un enregistrement classique d'hymnes folks de compositeurs américains de la première heure. Le frère cadet de Sam Amidon, Stefan, est lui aussi musicien en tant que batteur professionnel dans le groupe The Sweetback Sisters.
Enfant, Sam Amidon chanta dans le groupe familial et apprit à jouer du fiddle. À l'âge de 13 ans, il se mit à jouer professionnellement dans le groupe de country Popcorn Behavior, accompagné du pianiste Thomas Bartlett (en), un ami d'enfance, et de son frère Stefan. Inspirés par des groupes comme Wild Asparagus et Nightingale, ainsi que par des violonistes traditionnels irlandais comme Martin Hayes et Tommy Peoples, les membres de Popcorn Behavior réalisèrent leur premier album en 1994 lorsqu'Amidon et Bartlett avaient respectivement 14 et 13 ans, et Stefan 10 ans. Keith Murphy rejoignit le groupe pour leur troisième album puis ils partirent en tournée, enregistrèrent 5 albums, et participèrent à l'émission All things considered de la National Public Radio (NPR), tandis que les membres du groupe étaient toujours au lycée. Pendant un an, Sam Amidon suivit des cours à la Putney School (en), dans l'État du Vermont.
Durant son adolescence, Sam Amidon découvrit la musique à travers des artistes comme John Coltrane, Frankie Gavin (en), Miles Davis, ou à travers des rééditions d'enregistrements comme la Harry Smith Anthology, les Alan Lomax Journey Series et les chansons de Dock Boggs[réf. nécessaire]. Au début des années 2000, il vécut dans la ville de New York et joua dans les groupes indépendants de rock expérimental Doveman (en) et Stars Like Fleas.
Sam Amidon se maria avec la musicienne Beth Orton. Ils eurent un fils prénommé Arthur en 2011. Installés à Londres, les musiciens vécurent à Los Angeles quelques années avant de revenir au Royaume-Uni,.

## Créations
En 2001, Sam Amidon auto-produisit Solo Fiddle, un album contenant des morceaux de fiddle traditionnel irlandais.
Son premier album de chansons, But This Chicken Proved Falsehearted (2007), fut réalisé avec son collaborateur de longue date Thomas Bartlett. Il parut initialement sur le label de musique électronique Plug Research, situé à Los Angeles. Il fut réédité sur CD et LP en 2015 par le label Omnivore Recordings.
Son deuxième album, All Is Well (2008), fut produit, enregistré et mixé par Valgeir Sigurðsson aux studios Greenhouse en Islande, et comporte des arrangements orchestraux de Nico Muhly. Son troisième album, I See the Sign (2010), fut aussi produit par Valgeir Sigurðsson avec de nouveau les arrangements de Muhly, ainsi qu'une participation du multi-instrumentiste Shahzad Ismaily (de) et de la chanteuse Beth Orton. Les deux albums parurent sur le label islandais Bedroom Community et rencontrèrent l'acclamation de critiques comme Pitchfork, Stylus Magazine et le New York Times, qui classa I See the Sign dans ses dix premiers albums de 2010.
Son quatrième album, Bright Sunny South, produit par Bartlett et Jerry Boys, parut le 14 mai 2013, pour une première fois sur le label Nonesuch Records. L'album suivant, Lily-O, interprété par un groupe formé d'Ismaily, de Bill Frisell et de Chris Vatalaro, parut sur le même label le 30 septembre 2014. Le New York Times le décrivit comme « un nouvel album délicieusement hanté » et la NPR souligna « sa capacité à transformer la musique »,.
Puis l'album The Following Mountain sortit en 2017, toujours chez Nonesuch Records. Ce fut son premier album à contenir principalement des compositions originales, contrairement aux précédents reprenant plutôt d'anciennes compositions. Il enregistra ensuite un album éponyme, Sam Amidon, paru en 2020 sur ce même label, contenant neuf titres et une participation de Beth Orton.
Sam Amidon apparaît comme invité sur divers albums de multiples artistes, dont Tune-Yards, Glen Hansard, Jacob Collier, Mx Justin Vivian Bond, Olof Arnalds, The Blind Boys of Alabama, The National, Grateful Dead, et d'autres encore.
Entre 2002 et 2006, Sam Amidon conçut un programme multimédia nommé Home Alone Inside My Head qui consistait en une présentation de divers enregistrements, bandes-dessinées, courts-métrages, mises en récit et improvisations. Il en fit un projet qu'il mit en ligne et qu'il finit par exposer entièrement dans des lieux d'art et de musique expérimentaux à New york et Brooklyn, dans des endroits comme The Kitchen, le MAD Museum, le Monkeytown, la galerie AVA du Lower Est Side, le CAC de Cincinnati, la galerie Kuhturm à Leipzig, etc[réf. nécessaire].
Il autoédita aussi un livre, Notes On The Twitterographer,.

## Scènes
Sam Amidon fit de grandes tournées à travers les États-Unis, le Canada, l'Europe, l'Australie et le Japon. Il participa à des festivals comme End of the Road Festival (en), Green Man Festival (en), Roskilde, Lowlands, Pickathon, Solid Sound, Big Ears, Celebrate Brooklyn! (en), The Sydney Festival, Jaipur Literature Festival (en), et bien d'autres. Ses improvisations en concert, souvent accompagnées par Vatalaro et Ismaily, contribuèrent à sa renommée.
En 2007, il joua au Carnegie Hall lors du festival John Adams's In Your Ear, en première partie de Muhly, dont il reprit le morceau The Only Tune. Il le joua aussi à la Roundhouse[réf. nécessaire], au Barbican Centre, ainsi qu'au festival Safe Harbour en collaboration avec le Crash Ensemble (en). Greil Marcus écrivit à propos de la version enregistrée de The Only Tune apparaissant sur l'album Mothertongue (2008) de Muhly : « c'est incroyablement étonnant, la façon dont les notes viennent de toute part, la façon dont Amidon vous emmène là où vous ne vous y attendez pas »[réf. nécessaire].
Sam Amidon joua en tant que membre de Bedroom Community lors du Whale Watching Tour au Barbican et au Harpa concert hall de Reykjavik[réf. nécessaire]. Il participa aussi en 2015 et 2016 au festival Eaux Claires dans le Wisconsin, organisé par Bon Iver, pour y jouer sa musique, pour chanter aux côtés de Richard Reed Parry et pour mener un « Guitarkestra » éphémère. En septembre 2016, Sam Amidon accompagna au National Concert Hall Irlandais de Dublin, un hommage artistique à Pete Seeger, avec des artistes américains et irlandais comme Tommy Sands (chanteur irlandais) (en), Mairéad Ní Mhaonaigh, The Voice Squad (en), Bell X1 et d'autres encore. Il donna aussi des concerts collectifs et fit de petites tournées avec des artistes tels que Bill Frisell, Nels Cline, Jason Moran et Marc Ribot[réf. nécessaire]. En février 2017, il joua en tant que soliste avec l'Australian Chamber Orchestra sous la direction de Pekka Kuusisto, lors de performances à l'Opéra de Sydney, au City Recital Hall, et de concerts à travers l'Australie[réf. nécessaire]. En 2020, il joua pendant la première édition de la Monheim Triennale (en).

## Discographie
- Solo Fiddle (2001)
- Home Alone Inside My Head (performance live multimédia, 2003)
- But This Chicken Proved Falsehearted (en) (Plug Research, 2007, ré-édité en 2015 chez Omnivore Recordings)
- All Is Well (en) (Bedroom Community, 2008)
- I See the Sign (en) (Bedroom Community, 2010)
- Bright Sunny South (en) (Nonesuch, 2013)
- Lily-O (en) (Nonesuch, 2014)
- The Following Mountain (en) (Nonesuch, 2017)
- Spike Driver Blues (Nonesuch, single, 2019)
- Fatal Flower Garden (A Tribute to Harry Smith) (Nonesuch, minialbum, 2019)
- Sam Amidon (2020)